# Treehouse of Horror V
"Treehouse of Horror V" är avsnitt sex från säsong sex från Simpsons och det femte i serien med Treehouse of Horror. Avsnittet sändes 30 oktober 1994 och består av tre delar, The Shinning, Time and Punishment och Nightmare Cafeteria. Avsnittet regisserades av Jim Reardon och skrevs av Greg Daniels, Dan McGrath, David S. Cohen och Bob Kushell. I The Shinning tar familjen Simpson hand om Mr. Burns herrgård, men då det saknas öl och TV vill Homer döda sin familj. I Time and Punishment åker Homer tillbaka i tiden flera gånger och förändrar nutiden. I Nightmare Cafeteria börjar rektor Skinner äta upp skolbarnen som är olydiga och till slut är bara Bart och Lisa i livet. Alf Clausen nominerades till en Emmy Award för arbetet i avsnittet i kategorin  "Outstanding Dramatic Underscore - Series" under 1995.

## Handling
Marge inleder avsnittet med att berätta att episoden är skrämmande och barn inte bör titta på det. Under varning får hon ett meddelande att det är så läskigt att kongressen inte kommer låta dem visa avsnittet. Bart och Homer avbryter då Marge med en radiosändning och berättar att de visar avsnittet ändå.

### The Shinning
Familjen Simpsons besöker Mr Burns herrgård för att bli hans fastighetsskötare under vintern. Inför besöket kopplar Burns av kabel-tv och tar bort ölen i tron att detta kommer att garantera hårt arbete från familjen. När de kommer upptäcker Vaktmästare Willie att Bart har befogenhet att läsa hans tankar och berättar att om Homer blir galen, ska han använda den för att kalla på honom. Frånvaron av Homers två favoritsaker gör Homer galen och ett spöke föreställande Moe berättar för Homer att han måste döda sin familj för att få en öl. Marge upptäcker att Homer har täckt väggarna med frasen "No TV and no beer make Homer go crazy ("Ingen TV och ingen öl gör Homer galen"). Homer börjar jaga familj med en yxa och Bart använder sin förmåga att kalla på Willie, som kommer till familjens räddning, och kastar sin bärbara TV som han tittade på i snön. Homer dödar honom genom att hugga honom i ryggen med yxan. Homer jagar sin familj ut ur huset men precis när han ska döda dem upptäcker Lisa Willies TV som han kastade. Homers sinnessjukdom avtar och familjen sätter sig i snön för att titta på TV:n med honom. De förfryser så småningom och därmed kan inte byta kanal när Tony Award ska börja. Detta leder Homers drift för att döda ökar igen.

### Time and Punishment
Efter att Homer försöker fixa en trasig brödrost, förvandlar han den av misstag till en tidsmaskin. Den transporterar honom till en förhistorisk tid där han inser att han måste vara försiktig för om han påverkar något i det förflutna, kan det förändra framtiden. Han råkar dödar en mygga innan han återvänder till idag och upptäcker en dystopi där Ned Flanders är världens diktator. Homer reser snabbt tillbaka i tiden igen för att försöka ställa allt till rätta. Men han dödar av misstag en gående fisk, och efter att ha återvänt till nutiden upptäcker han att Bart och Lisa är jättar. Han återvänder och infekterar dinosaurierna med ett förkylningsvirus då han försöker försvara sig mot en Tyrannosaurus Rex, och han startar det krita-tertiär-utdöendet. När han återvänder är han till en början nöjd med resultatet, men då han får reda på att donuts inte finns längre åker han tillbaka. När han kommer tillbaka träffar han på Willie som vill hjälpa Homer, men återigen blir han träffad i ryggen med en yxa, denna gång av en talande Maggie. När Homer åker tillbaka igen, förstör han allt han ser med ett basebollträ. Efter ytterligare några turer fram och tillbaka i tiden, kommer Homer så småningom till en verklighet som verkar normal, de har bara en längre tunga, och Homer bestämmer sig för att det är "tillräckligt nära".

### Nightmare Cafeteria
Rektor Skinner är orolig för att så många hamnar i kvarsittningslokalen och Doris berättar att hon skulle vilja servera bättre mat istället för kött med betyg F i skolkafeterian. Efter att Jimbo får sås över sig upptäcker Skinner en gemensam lösning: att äta barn som hamnar på kvarsittningen. Därefter äter man upp Üter och efter att maten kallas "Üterbraten" förstår Bart och Lisa vad som händer, men Marge vill inte hjälpa dem. Fler barn äts upp och så småningom är det bara Bart, Lisa och Milhouse kvar och de bestämmer sig för att fly. Skinner och de andra lärarna börjar jaga dem till en avsats ovanför en gigantisk mixer. Willie försöker hjälpa studenterna, men återigen dödas han med en yxa i ryggen, denna gång av Skinner. Milhouse, Bart och Lisa faller ner i mixen precis då Bart vaknar upp ur en mardröm. Marge berättar för honom att han inte har någonting att vara rädd för, förutom för dimma som gör om människor så de blir ut- och invända. Dimman tränger in genom fönstret och Simpsons vänds ut och in och börjar utföra ett musikalnummer under sluttexten.

## Produktion
David Mirkin försökte sätta in "så mycket blod och inälvor" i avsnittet han kunde. Detta berodde på att Mirkin var arg efter ett klagomål på USA:s kongress om mängden våld i serien och deras försök att censurera den. En annan pik på dem är inledningen i avsnittet. Detta avsnitt var det första som inte hade på  humoristiska gravstenar i inledningen av Treehouse of Horror-avsnitt. Man använde också små berättelser kring handlingen för första gången, för att göra berättelserna längre. Den första delen The Shinning, är inspirerad av filmen The Shining, och är i princip en parodi på den filmen. Författarna han sagt att filmens regissör Stanley Kubrick, hade ett stort inflytande på dem. Matt Groening kom med idén med att Homer skulle resa genom tiden, hans ursprungliga idé var att tidresan skulle inledas när Homer fastnade med handen i brödrost.
 Scenerna där Homer är i det förflutna var skrivna så att han är där under den tid det tar att rosta en bit bröd.  Mirkin la in Peabody och Sherman i avsnittet eftersom showen The Rocky and Bullwinkle Show hade stort inflytande på Simpsons. Första gången Homer reser tillbaka i tiden var han ursprungligen tänkt att säga "Jag är den första ickefiktiva karaktären som reser resa bakåt i tiden, det ändardes senare till icke brasilianare.
I scenen där familjens hus förvandlas till olika saker var en av de ursprungliga designerna av huset helt av ekorrar. Layoutkonstnärena utformade den under två dagar, men den klipptes bort. För att försäkra att deras arbete inte skulle gå till spillo, har vissa i produktionsgruppen använt ritningarna på julkort och andra studio-relaterade meddelanden. I en borttagen scen med en alternativ framtid hade Simpsons en tonårig son som heter Roy. Idén framfördes av en som inte arbetar med serien. Nightmare Cafeteria var den första Simpsons-avsnittet som skrevs av David S. Cohen. Den sista scenen där en dimman förvandlar familjen "in och ut" var inspirerad av en thriller i radioprogrammet Lights Out, The Dark, som skrämde Cohen när han var barn. Ett dansnummer lades till efteråt för att avsluta showen med en gladadare ton. Två scener klipptes bort i avsnittet, Sherri och Terri blir en Teriyakibiff och Sherrysås, Lisa upptäcker också att Homers dröm är att få äta Milhouse. Scenen med betyg F-kött skrevs av Mirkin, inspirerad av att hans kusin en gång såg en låda med korv märkt betyg C.

## Kulturella referenser
Radioröst sekvensen i början är en referens till The Outer Limits.  Första delen, The Shinning är en parodi på Stephen Kings Varsel och Stanley Kubricks film med, The Shining. Den grundläggande handlingen i delen är samma som romanen och det finns också många referenser till ögonblick från filmen, såsom när blod kommer ut ur hissen och Homer bryter en dörr med en yxa och skriker "Here's Johnny" "(Här är Johnny)". Handlingen i det andra delen Time and Punishment, där Homer orsakar stora förändringar i framtiden genom att döda djur i det förflutna, är en parodi på Ray Bradburys novell "A Sound of Thunder". Peabody and Sherman från The Rocky and Bullwinkle Show, medverkar i den delen.  Dinosauriescenen påminner om Jurassic Park, och när golvet skakar fram en TV-skärm är en referens till liknande scener i Terminator 2 - Domedagen och Time Bandits. Titeln på den tredje delen, Nightmare Cafeteria, är en referens till TV-serien Nightmare Cafe. Sången i slutet är baserat på låten "One" från A Chorus Line.

## Mottagande
Alf Clausens musikaldel fick en Emmy Award nominering för  "Outstanding Dramatic Underscore - Series" under 1995. Avsnittet hamnade på plats 27 över mest sedda program under veckan med en Nielsen rating på 12.2, evilket ger 11,6 miljoner hushåll och det näst mest sedda serien på Fox under veckan. Avsnittet anses ofta vara en av de bästa Treehose of Horror-avsnitt någonsin. Det hamnade på plats nio på en lista hos Entertainment Weekly över de 25 bästa Simpsons-avsnitten. Den hamnade på plats fem på AskMen.com lista över de tio bästa Simpsons-avsnitten. IGN anser att detta är det roligaste avsnittet i serien Treehouse of Horror. Under 2006 sade de också att det är det bästa avsnittet av den sjätte säsongen. Adam Finley på TV Squad anser att detta är en av de bästa Halloween-avsnitten genom tiderna.. Michael Passman uppskattar inte den tredje delen, men resten.
The Shinning-delen är också hyllad. Förutom Entertainment Weekly beröm röstade IGN fram som den bästa segmenten i Treehouse of Horror-serien, med Time and Punishment hamande på plats fyra, men först på plats nio på Noise to Signals, lista över de tio bästa Treehose of Horror-delarna.  Adam Finley på TV Squad anser att det kan vara det bästa Treehose of Horror-delen någonsin. Även Michael Passman på Michigan Daily hyllar The Shinning". Empire kallar referensen "No TV And No Beer Make Homer Go Crazy" som sjätte bästa referensen i seriens historia. James Earl Jones medverkar i avsnittet som Maggie Simpson och anses vara den sjunde bästa gästskådespelaren i serien enligt IGN. Jones hamnade på plats 25 på samma lista hos America Online. Matt Groening har sagt att hans linje är bland hans favoritlinjer i showen.  David Mirkin anser att  "Oh I wish, I wish I hadn't killed that fish" "(Åh, vad jag önskade att jag inte dödat den fisken)" är hans bästa i avsnittet och delen då hans älskar sin familjens nya livsstil tills han saknar donutsen. Homer repliker i slutet på "Time and Punishment" användes senare i Stargate SG-1-avsnittet, "Moebius". Time and Punishment har refererats i DC Comics Booster Gold.